# 海外二二八事件紀念活動
海外二二八事件紀念活動是指在1947年2月27日至5月16日臺灣發生二二八事件後，臺灣左翼相關人士與海外台灣獨立運動相關人士分別舉辦的紀念活動。

## 左翼人士
1947年2月10日，蔣介石給陳儀的電文指示「共黨份子已潛入台灣，漸起作用。此事應嚴加防制……」，在《二二八真相解密》一書作者武之璋認為，「蔣對台灣情況的掌握是很精準的」。他認為蔣介石派兵平息動亂是很正確的決定，當年3月6日全省除了澎湖外統統淪陷，警察與縣市長不是被俘就是逃亡，外省人不是被打殺，就是困在機關或軍營裡，全省機關學校多被砸毀或遭搶劫。1947年3月2日，台灣共產黨謝雪紅乘機主持在台中市召開的市民大會，成立「人民政府」，吸收許多前日軍退役軍人和青年學生，籌組武裝「二七部隊」，攻陷許多軍政機關， 最終與國軍21師決戰於埔里，史稱「烏牛欄之役」，後因不敵於3月16日晚間遂行解散。少部分共產主義者則是前往中華人民共和國發展:204-208:572-585。

## 海外台獨運動
廖文毅於二二八事件發生當時組成「台灣二二八慘案聯合後援會」，主張撤辦陳儀及取消專賣，遭陳儀發佈通緝。1948年9月，廖文毅在提供給聯合國的英文備忘錄上，清楚表達臺灣獨立的主張，此為為臺灣人在戰後首度向國際社會宣示臺灣獨立的序幕。
二二八事件的爆發，讓臺灣人與外省人間的省籍情結得到強化，影響人們的政治傾向與價值觀念:77-79。由於臺灣社會長期遭政府高壓統治，部分臺灣人和外省人間的嫌隙與迫害感加深，進而提出臺灣人獨自建立自己國家的主張:77-79。這也導致託管論點從原先解決貪腐政府轉向建立獨立政府，並有民眾在海外發起臺灣獨立運動:77-79:39-40:223-225，包括廖文毅在1948年成立台灣再解放聯盟、王育德在1960年成立台灣青年社、4個團體在1970年合組台灣獨立聯盟等:168-172。